# حجر مشرفة (القفر)

تعديل مصدري - تعديل

حجر مشرفة هي إحدى قرى عزلة بني مسلم بمديرية القفر التابعة لمحافظة إب، بلغ تعداد سكانها 204 نسمة حسب تعداد اليمن لعام 2004.